# Параклис на трънния венец
Параклисът на трънния венец (на английски: Thorncrown Chapel) е дървен параклис, разположен в градчето Юрика Спрингс (Eureka Springs), щата Арканзас, Съединените американски щати.
Построен е през 1980 г. по проект на архитект Е. Фей Джонс (Euine Fay Jones). На проекта оказва влияние архитектурното направление Прерийна школа (Prarie School), популяризирано от Франк Лойд Райт, при когото авторът арх. Фей Джонс е учил. За построяването на параклиса е използван главно дървен материал от местни дървета, растящи в северозападната част на щата. Въпреки че изглежда като открита структура, параклисът е затворено в стъклени стени и климатизиран. Постигнат е естествен ефект на осветление в целия параклис.
През 2000 година параклисът е включен в Националния регистър на историческите места на САЩ по изключение, тъй като в него се вписват обекти на поне 50 години. Американският институт по архитектура удостоява зданието с „Четвъртвековна награда“ (Twenty-Five Year Award) през 2006 г., присъждана на поне 25-годишни обекти, запазили превъзходни функционални качества и не загубили актуалност в творчески аспект.